# Хрістос Мілордос
Хрістос Мілордос (грец. Χρίστος Μυλόρδος, 30 березня 1991, Нікосія) — кіпріотський співак.

## Пісенний конкурс Євробачення 2011
10 вересня 2010 року Мілордос виграв конкурс вокалістів на шоу талантів Кіпру, і як результат він представляв Кіпр на конкурсі Євробачення 2011 в Німеччині з піснею «San Aggelos S'agapisa» разом з кіпріотською телекомпанією — Кіпріотська радіомовна корпорація (КРК).